# Castell de Sanaüja
El castell de Sanaüja s'ubica dalt d'un turó que domina el poble de Sanaüja, a la Segarra. És un monument declarat Bé Cultural d'Interès Nacional.

## Història
Sanaüja va ser conquerida als musulmans pel comte d'Urgell l'any 951. Apareix documentat l'any 1001 en una butlla del papa Silvestre II en què s'atorga la fortalesa («castrum quoque Sanaugia cum finibus suis») al bisbe d'Urgell. Aquesta possessió per part de la mitra d'Urgell, la confirma el papa Benet VIII l'any 1012 en un altre escrit de ratificació dels límits del bisbat. El territori es va anar organitzant al llarg del segle xi i el castell de Sanaüja assolí importància estratègica en la línia defensiva de la vall del Llobregós que establí el comte Ermengol II d'Urgell l'any 1035.
A finals del segle xi, el bisbe d'Urgell, Guillem, donà en feu «ipsum kastrum de Sanauga» amb tots els seus termes al vescomte Ramon Folc de Cardona, que, al seu torn, cedeix el castell a Eriman, el qual, com també els següents castlans o feudataris, devien fidelitat al bisbe. L'any 1072, el bisbe d'Urgell, Guillem de Cerdanya, va cedir a l'església de Solsona un alou i altres possessions que tenia a Sanaüja. El 1099 el castell torna a ser ratificat a l'església d'Urgell pel papa Urbà II al bisbe Ot. L'any 1106 se signa una convinença de repartiment d'atribucions entre Pere Ramon de Sanaüja i el seu feudatari Pere Ponç, i també una convinença entre Pere Ramon de Sanaüja i el bisbe Ot d'Urgell.
El llinatge dels Sanaüja, iniciat a principis del segle xii, es farà més important a mitjans del XII i al segle xiii. Esdevenen senyors del castell del Llor. Rodolf de Sanaüja fou encarregat de l'orde del Temple a Cervera (1147) i participà en el setge de Lleida (1149). Altres com Arnau de Sanaüja i Pere Ramon de Sanaüja reberen propietats a Lleida (1150) i foren actius repobladors de les terres baixes del Segrià. Altres foren canonges a Santa Maria de Solsona.
El 1163 es produeix un canvi en la propietat de diversos castells, entre ells Sanaüja per part del comtat d'Urgell, doncs Ermengol VII d'Urgell es compromet a retenir-los (ell i els seus descendents), només en custòdia. El 1174, hi ha notícies d'una escriptura de reclamacions entre el bisbe Arnau de Preixens i Pere de Sanaüja pel repartiment de les rendes del castell. Els judicis no finiran fins al 1195. El 1197 es documenta un acord de la comtessa d'Urgell Elvira i Pere de Sanaüja per la possessió del castell.
Segons el fogatge del 1381 Sanaüja tenia 104 focs. Sanaüja sempre fou possessió dels bisbes d'Urgell que, durant els segles xvi i xvii, hi practicaren obres per adaptar-lo a residència, encara que s'usà molt poc. La propietat de la mitra urgellenca s'acabà amb la desamortització de 1836.

## Arquitectura

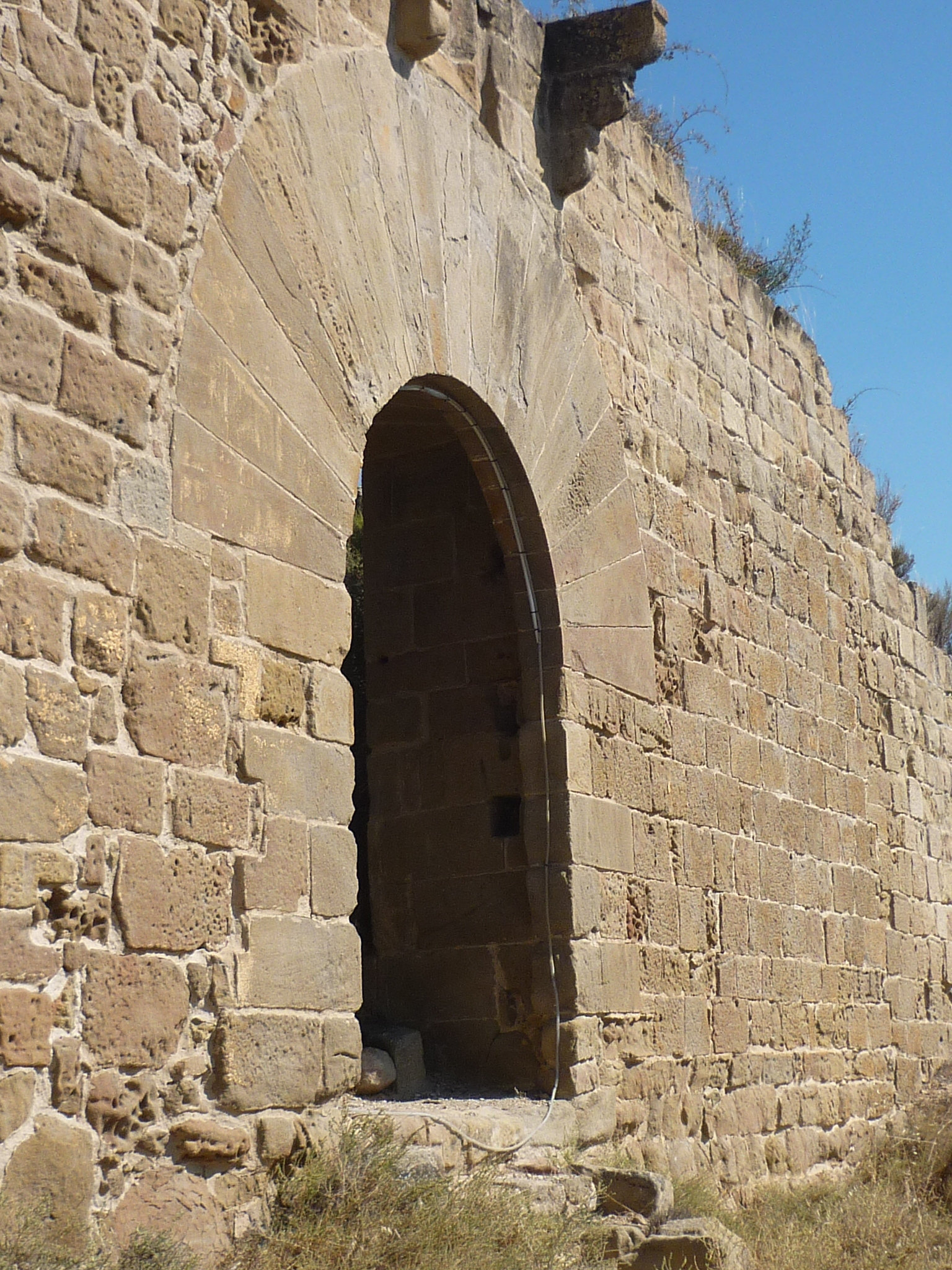
Portal adovellat

Els elements més significatius en són les restes del primitiu castell altmedieval, situades al punt més alt d'un turó que domina la població. Es tracta d'un castell termenat amb finalitat defensiva, ampliat posteriorment en etapes successives per convertir-lo en castell palau o residència bisbal, realitzat amb carreus de mitjanes i grans dimensions de pedra sorrenca, disposats en filades regulars i rejuntats amb argamassa de calç, arena i graveta.
El primer espai encastellat d'època altmedieval està situat al cim del turó, format per una torre cilíndrica situada a l'extrem nord-oest d'un espai emmurallat, tot i que únicament se'n conserva algunes filades de carreus regulars. Tot i això l'espai emmurallat es pot resseguir perfectament gràcies a les restes conservades. Sembla que al segle xi es va construir una capella romànica adossada al mur que mira a migjorn, i se'n conservà una part d'un mur lateral.
La segona fase constructiva englobà el nucli primitiu del castell i l'església dins d'un gran espai emmurallat que s'estén en direcció sud, est i oest, amb nombroses dependències que es reformarien posteriorment des de l'època baixmedieval fins als segles xvi i xvii, culminant amb la construcció del campanar d'espadanya barroc.
Al mur principal d'ingrés es troba la porta principal formada per un arc de mig punt adovellat, per damunt de la qual es troben les mènsules que sostenien un matacà. Coronant el mur, hi trobem un campanar d'espadanya d'estil barroc i de cinc ulls, quatre a la part inferior i un a la part superior, d'arc de mig punt peraltats damunt d'una imposta i que presenten diferents mides de llum, amb dues corbes ascendents a la part superior, coronades per un motiu decoratiu en forma de bola sobre un petit podi quadrangular, i en un pla inferior, dues torretes coronades amb el mateix recurs decoratiu.